# 로키케라톱스
로키케라톱스(Lokiceratops, "로키 뿔난 얼굴"이라는 의미)은 미국 몬태나주의 백악기 후기 주디스강층에서 발견된 멸종한 켄트로사우루스아과 각룡류 공룡의 한 속이다. 이 속은 단일 종인 L. 랑기포르미스(L. rangiformis)를 포함하며, 두개골의 대부분과 부분적인 골격으로 알려져 있다. 로키케라톱스와 동일한 지층 구간에서 네 종의 다른 각룡류 공룡이 알려져 있으며, 이는 다른 어떤 지역보다 많은 수로, 이 분기군이 북라라미디아의 백악기 후기에 매우 다양했음을 시사한다.

## 발견 및 명명
로키케라톱스의 완모식표본인 EMK 0012는 2019년 마크 이트먼에 의해 로키 채석장에서 발견되었으며, 이 채석장은 케네디 쿨리에 위치한 주디스강층 맥클렐런드 페리 층서단위의 노두를 대표한다. 이 지역은 미국 몬태나주 북부 힐군의 밀크강과 러드야드 인근의 배드랜즈에 위치하며, 캐나다 국경과 가까운 곳에 있다. 표본은 해체된 상태로 발견되었지만 서로 관련 있는 부위들이 함께 있었으며, 대부분의 뼈는 압축으로 인해 일정 수준의 가소 변형을 겪은 상태였다.
모식 표본은 두개골의 많은 뼈들과 일부 불완전한 체축골로 구성되며, 뒤쪽 경추, 천추골융합체와 이에 연결된 등뼈 및 꼬리뼈, 고립된 꼬리뼈 하나와 혈궁, 오른쪽이 융합된 견갑골과 오훼골로 이루어진 어깨이음뼈, 그리고 양쪽 장골과 좌골로 구성된 골반이음뼈를 포함한다.
2024년, 마크 A. 뢰웬과 조지프 J. W. 서티치가 이끄는 국제 연구팀은 이 화석 표본을 바탕으로 로키케라톱스 랑기포르미스(Lokiceratops rangiformis)를 켄트로사우루스아과 각룡류의 새로운 속과 종으로서 PeerJ에 기술하였다. 속명 로키케라톱스(Lokiceratops)는 노르드 신 로키(Loki)와 그리스어에서 각각 '뿔'을 의미하는 케라스(kéras, κέρας)와 '얼굴'을 의미하는 옵스(ṓps, ὤψ)에서 유래한 케라톱스(ceratops)를 결합한 것이다. 이는 각룡류 이름에서 흔히 사용되는 접미사이기도 하다. 이 명칭은 이 공룡의 프릴 뿔과 로키와 연관된 곡형 칼날 사이의 유사성을 반영하여 선택되었다. 또한, 표본이 발견된 미국과 보관되고 있는 덴마크 (노르딕 국가) 간의 연구 협력을 기리기 위한 의미도 담고 있다. 종명 랑기포르미스(rangiformis)는 포유류 속인 랑기페르(Rangifer), 일반적으로 순록 또는 카리부로 알려진 동물을 참고한 것으로, 이 동물의 가지뿔이 양측 비대칭이라는 점에서 로키케라톱스의 프릴 장식과 유사하다는 점에서 착안한 이름이다. 따라서 전체 이명인 로키케라톱스 랑기포르미스(Lokiceratops rangiformis)는 "카리부처럼 생긴 로키의 뿔 달린 얼굴"이라는 의미를 지닌다.

## 묘사
로키케라톱스의 화석 자료는 동시대의 각룡류인 메두사케라톱스의 추정 성체 개체보다 약 20% 더 크다. 두개골의 기저 길이는 약 0.95m이며, 전체 길이는 1.92~1.99m이다. 모식 개체는 전체 몸길이가 약 6.7m였으며, 체중은 약 5t에 달했을 것으로 보인다. 이러한 크기로 인해 로키케라톱스는 알려진 켄트로사우루스아과 공룡들 중 가장 큰 축에 속한다.
가장 가까운 근연종들과 달리, 로키케라톱스는 비골에 뿔이 없는 것으로 보인다. 제2 판상후두개골은 과도하게 비대해져 있으며 칼날 모양으로, 프릴과 같은 평면을 따라 측면으로 굽어 있다. 이 뿔은 알려진 다른 어떤 켄트로사우르스아과의 프릴 골화 구조물보다도 크다.